# Hemeroblemma dolosa
Hemeroblemma dolosa är en fjärilsart som beskrevs av Jacob Hübner 1827. Hemeroblemma dolosa ingår i släktet Hemeroblemma och familjen nattflyn. Inga underarter finns listade i Catalogue of Life.